# سیارک ۲۲۹۰۹
سیارک ۲۲۹۰۹ (به انگلیسی: 22909 Gongmyunglee، نامگذاری:1999TJ28) بیست و دو هزار و نهصد و نهمین سیارک کشف شده‌است که در ۴ اکتبر ۱۹۹۹ کشف شد.
قدر مطلق سیارک برابر ۱۴.۸ است.